# Comte de Mailly-Chalon
Humbert Adrien, comte de Mailly-Chalon (Paris, 23 octobre 1853 - Fontaine-Chaalis, 19 février 1921) est un explorateur français.

## Biographie
Fils de Anselme René Antoine, comte de Mailly-Châlon, et de Renée Valérie de Maupeou, Humbert accompagne en décembre 1878 le duc de Blacas et le baron Stanislas Benoist-Méchin aux Indes. Les trois hommes chassent à Ceylan et en Indochine puis en 1880, Benoist-Méchin et Mailly-Châlon partent de Canton pour le Japon où ils s’installent pour deux années. Ils explorent alors le pays en tous sens puis arrivent à Pékin en août 1881. Ils obtiennent alors l'autorisation de visiter la Mandchourie jusqu’à Vladivostok.
Avec une caravane de vingt personnes, douze chevaux, des mulets et neuf charrettes, ils quittent Pékin le 15 septembre et se rendent à Moukden par Niou-Chouang. Ils gagnent ensuite Kirin, remontent la Soungari et redescendent la Tioumen jusqu'à Houen-Tchouen puis Novokievsk (Новокиевск). Ils arrivent à Vladivostok le 21 décembre 1881.
Ils continuent alors leur route par Khabarovsk, Blagovechtchensk, Tchita et Irkoutsk et se dirigent vers la Mongolie. Ils en traversent les steppes jusqu'à Viernoié. Pendant l'été 1882, ils effectuent de grandes chasses dans les monts Tian-Chan et, par Kouldja, gagnent Tachkent où ils obtiennent l'autorisation de visiter le Turkestan.
Mailly-Châlon et Benoist-Méchin quittent Samarcande le 6 janvier 1883. Ils passent à Kesh et Boukhara (6 février) dans l'État indépendant de Boukhara, gagnent Tchardjoui par le désert, descendent l'Amou-Daria jusqu'à Petro-Alexandrovsk (aujourd'hui To‘rtko‘l), demeurent cinquante-deux jours à Khiva, remontent l'Amou-Daria jusqu'à Kougar (aujourd'hui Qoʻngʻirot , pénètrent dans le Karakorum et atteignent enfin Merv le 21 mai, qu'aucun Français n'a plus visité depuis le voyage de Henri de Coulibeuf de Blocqueville en 1860.
De Merv, ils gagnent Méched et par la vallée du Tedjen, atteignent la forteresse de Sarakhs. Ils sont reçus par le consul d'Angleterre à Méched le 24 juin et arrivent à Téhéran le 13 juillet.

## Publication
- Un voyage en Mandchourie, Bulletin de la Société de géographie, 1885, p. 5-24